# Roland Beaulieu
Pour les articles homonymes, voir Beaulieu.
Roland Beaulieu est un commissaire industriel et un homme politique canadien.

## Biographie
Roland Beaulieu est né le 21 décembre 1944 à Kilburn, au Nouveau-Brunswick. Son père est Alfred Beaudry et sa mère est Ida Beaulieu. Il a étudié à l'école Sacré-Cœur de Grand-Sault et à l'école secondaire Cormier d'Edmundston. Il a poursuivi ses études à l'Université de Moncton, Campus d'Edmundston, où il a obtenu un B.A. en commerce. Il a épousé Monique R. Carrier le 22 septembre 1973 et le couple a eu une fille, Michelle.
Il a été député d'Edmundston à l'Assemblée législative du Nouveau-Brunswick de 1986 à 1995 en tant que libéral. Il a été ministre du Tourisme, des Loisirs et du Patrimoine de 1987 à 1991 puis ministre des Affaires intergouvernementales de 1994 à 1995.
Entre autres, il a été conseiller scolaire; membre du comité de direction de la Foire Brayonne, arbitre de baseball, softball et basketball; entraîneur de softball et basketball féminin; et est membre des Chevaliers de Colomb.  Il est également vice-président région Nord-Ouest pour l'Arbre de l'espoir, fondation qui œuvre au mieux-être des personnes atteintes de cancer.  Il a également été musicien amateur et pratique toujours cette passion.